# Бад-Шуссенрід
Бад-Шуссенрід (нім. Bad Schussenried) — місто в Німеччині, знаходиться в землі Баден-Вюртемберг. Підпорядковується адміністративному округу Тюбінген. Входить до складу району Біберах.
Площа — 55,02 км2. Населення становить 8853 ос. (станом на 31 грудня 2020).